# Teucholabis chalybeia
Teucholabis chalybeia är en tvåvingeart som beskrevs av Alexander 1927. Teucholabis chalybeia ingår i släktet Teucholabis och familjen småharkrankar.
Artens utbredningsområde är Colombia. Inga underarter finns listade i Catalogue of Life.